# 巴尔贝什河畔罗西耶尔
巴尔贝什河畔罗西耶尔（法語：Rosières-sur-Barbèche，法語發音：[ʁozjɛʁ syʁ baʁbɛʃ]）是法国杜省的一个市镇，属于蒙贝利亚尔区。

## 地理
巴尔贝什河畔罗西耶尔（47°18'56"N, 6°39'33"E）面积5.31 平方千米，位于法国勃艮第-弗朗什-孔泰大區杜省，该省份为法国东部内陆省份，北起上索恩省，西接汝拉省，东部及东南部与瑞士接壤，东北部与贝尔福地区省接壤。
与巴尔贝什河畔罗西耶尔接壤的市镇（或旧市镇、城区）包括：瓦洛讷、弗鲁瓦德沃、拉格朗日、佩瑟、普罗旺谢尔、韦尔努瓦莱贝尔瓦。

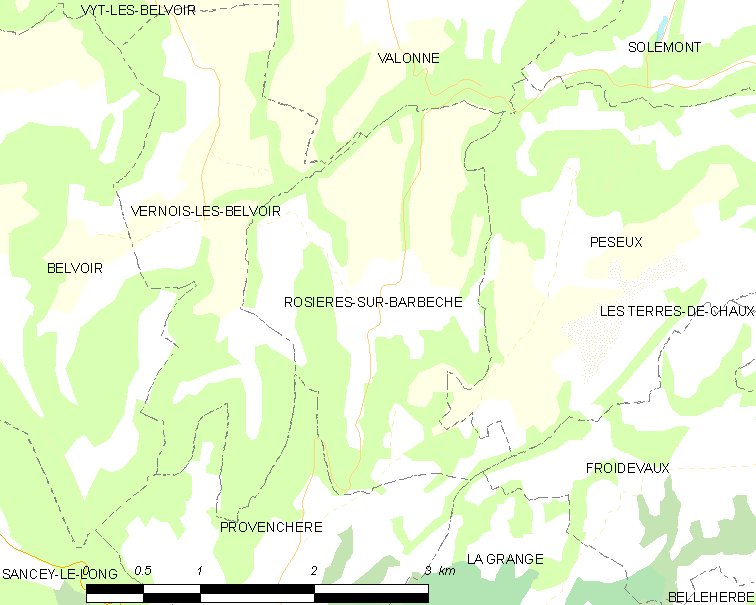
巴尔贝什河畔罗西耶尔的OSM定位图

巴尔贝什河畔罗西耶尔的时区为UTC+01:00、UTC+02:00（夏令时）。

## 行政
巴尔贝什河畔罗西耶尔的邮政编码为25190，INSEE市镇编码为25503。

## 政治
巴尔贝什河畔罗西耶尔所属的省级选区为瓦尔达翁县。

## 人口

1962-2008年间巴尔贝什河畔罗西耶尔人口变化图示

巴尔贝什河畔罗西耶尔于2022年1月1日时的人口数量为110人。